# Путана
У хиндуизму, Путана је ракшаси (демоница), коју је убио бог Кришна који је тада био дете.
Путана се преруши у младу, лепу жену и покушава да убије Кришну тако што га доји отровним млеком; међутим Кришна сише њено млеко као и њен живот преко њених груди. Путана се такође сматра Кринишнином хранитељицом док га је дојила. Нудећи своје млеко, Путана је извршила „врхунски чин мајчинске оданости“, у сенци својих злих побуда. Легенда је испричана и препричавана у хиндуистичким списима и неким индијским књигама, које је на различите начине приказују као злу вештицу или демоницу која се предала Кришни, иако је у почетку дошла са злим мотивима.
Путана се тумачи као дечја болест или птица, која симболизује опасност за дете или жељу, па чак и као симболичну лошу мајку. Она је укључена у групу злонамерних хиндуистичких богиња мајки званих Матрике, као и у групу Јогинија и Грахинија (Сејзера). Древни индијски медицински текстови прописују њено обожавање како би заштитили децу од болести. Група вишеструких Путана се помиње у древним индијским текстовима.

## Етимологија
Реч „Pūtanā“, сломљена као „Pūt“ (врлина) и „на“ (не) значи „без врлине“. Друго објашњење потиче од „Pūtanā“ од „Pūta“ (прочишћавање), што значи „она која прочишћава“. Херберт сматра да је „Pūtanā“ изведено од „Put“, пакла у хиндуистичкој митологији, повезаног са родитељима и децом.
Херберт предлаже, на основу етимологије и њене повезаности са Матрикама, да је Путана уско повезана са мајчинством. Вајт преводи Путана као „смрдљива“ и повезује је са пустулантним ранама, чије је избијање симптом водених богиња. Путана је такође назив оружја или облик богиње малих богиња, Ситала.